# Anna Tonelli
Anna Tonelli, geborene Anna Nistri (* um 1763 in Florenz; † 1846) war eine italienische Porträtmalerin.

## Leben
Anna Tonelli heiratete vor 1785 den Violinisten und Komponisten Luigi Tonelli. Aus der Ehe gingen zwei Kinder hervor.
Wahrscheinlich wurde Anna Tonelli in Florenz von Giuseppe Piattoli ausgebildet. Unter anderem porträtierte sie den Kunstsammler Henry Blundell, der 1790 in Rom war. Möglicherweise kam sie über Lord Clive auch mit Hugh Douglas Hamilton in Berührung; beide malten Mitglieder der Clive-Familie. Ab 1794 lebte sie in London, wo sie die Clive-Kinder im Zeichnen unterrichtete und zweimal in der Royal Academy ausstellte. Von 1798 bis 1801 begleitete sie Lady Henrietta Clive und deren Töchter auf einer Indienreise. In Indien malte sie vorwiegend mit Wasserfarben. Nach der Rückkehr nach London reiste sie zu ihrer eigenen Familie nach Florenz weiter. 1806 engagierte Filippo Mazzei sie für die Ausbildung seiner Tochter Elisabetta. Mazzei schilderte die Familie in einem Brief an Thomas Jefferson und pries Anna Tonelli darin als eine Art Universalgenie. Vermutlich wurde dieser Brief zur Vorbereitung der Auswanderung der Familie nach Amerika geschrieben; Jefferson scheint jedoch auf die hohen Lebenshaltungskosten in einer großen Stadt hingewiesen und die Tonellis damit abgeschreckt zu haben. 1807 war die Familie mit Mazzei in Pisa, später lebte sie offenbar wieder in Florenz.

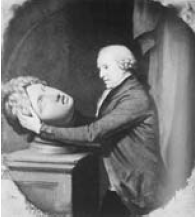
Henry Blundell (1724–1810)
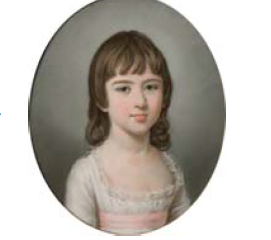
Duchess of Northumberland, geb. Lady Charlotte Florentia Clive (1787–1866)
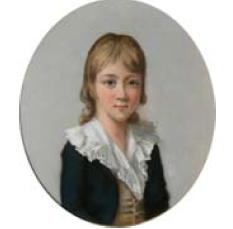
Robert Henry Clive (1789–1854)